# Лунана (гевог)

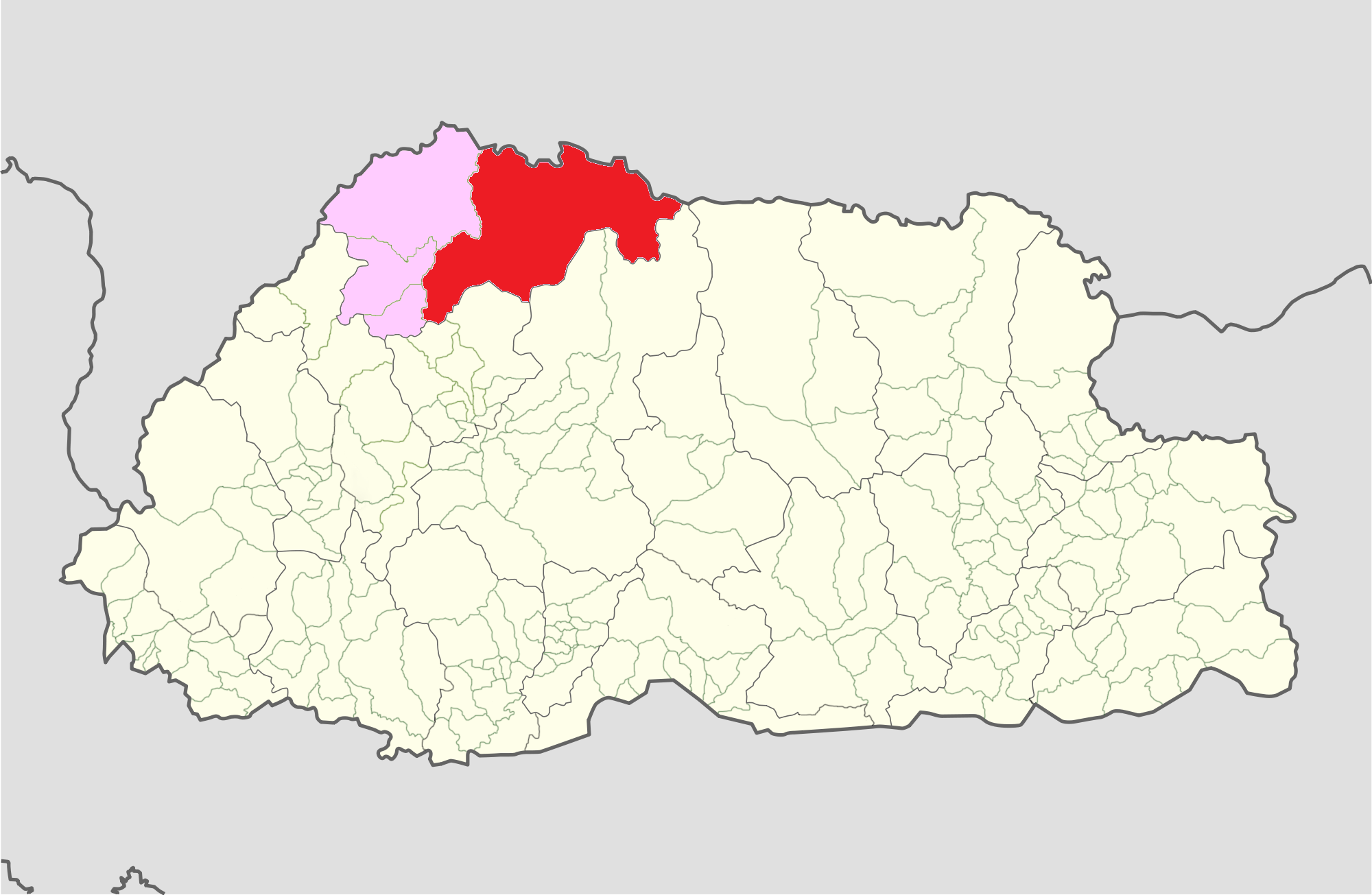
Гевог Лунана в составе дзонгхага Гаса на карте Бутана

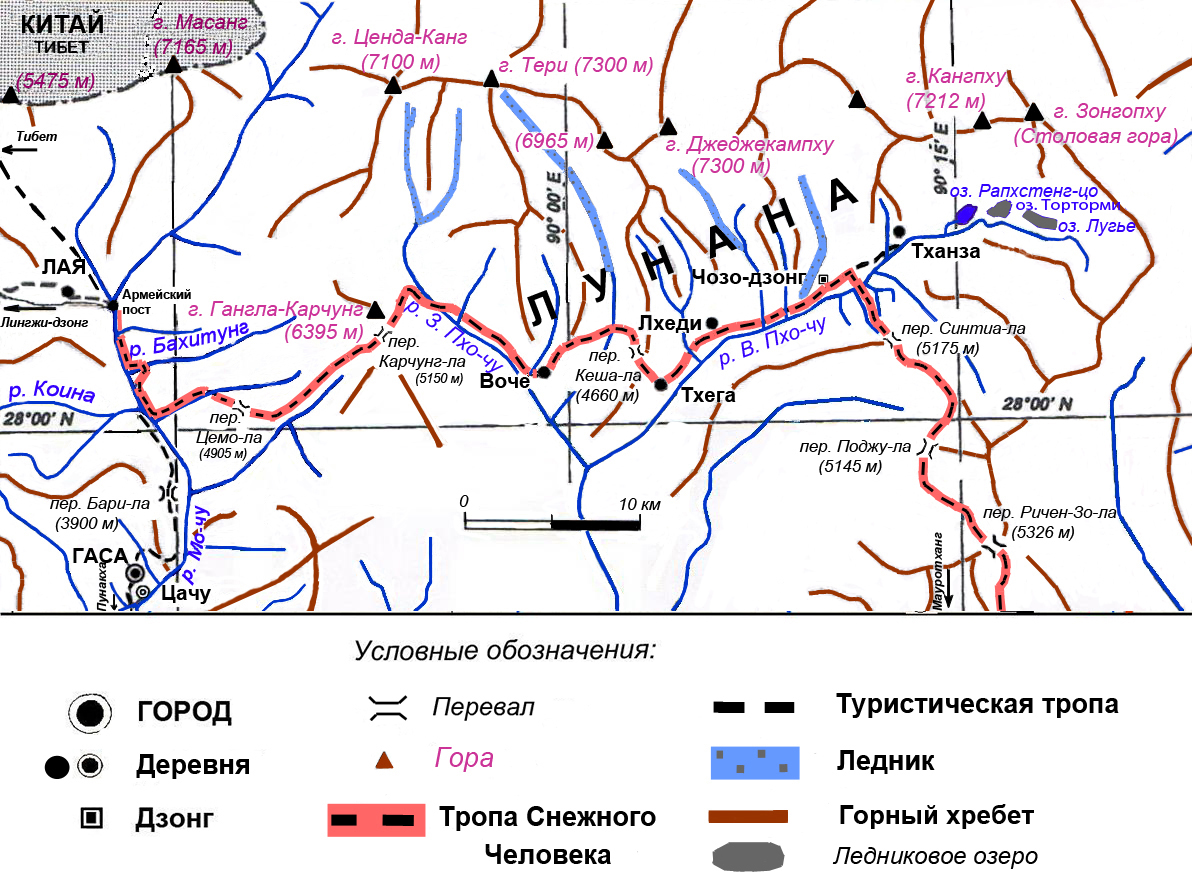
Горная часть дзонгхага Гаса, гевоги Лая и Лунана

Лунана (дзонг-кэ ལ􀰆ང་ནག་ན།, вайли ling nag na, лат. lunana) — гевог в Бутане в дзонгхаге Гаса, расположенный вверх по реке Пхо Чу на север от Пунакха и Давакха и на восток от Гаса-дзонга.
С севера подходит к Большому Гималайскому хребту (под вершинами высотой за 7000 м), который разграничивает Бутан с Тибетом. C Большого Гималайского хребта спускаются ледники, переходящие в реки и притоки, ледники подходят непосредственно к деревням Лунана. Быстрое таяние ледников привело к поднятию уровня озера Торторми и смерти 20 человек.
Гевог населяет народность лунанапа. Основное их занятие — разведение яков и террасное земледелие.
Район труднодоступный, добраться сюда можно только вьючными тропами через перевалы, дорога открыта лишь сезонно. От ближайшей автомобильной дороги путь в гевог занимает 10 дней, а от Гаса-дзонга — 8 дней. Предполагается улучшать вьючные тропы, строительство автомобильных дорог не планируется. В экстренных случаях используются вертолёты. Лучшая тропа идёт через Лая, остальные тропы труднопроходимы. Через Лунана проходит официальный туристский маршрут Тропа Снежного Человека, технически трудный, через который проходит сравнительно небольшое количество иностранных туристов.
В гевоге имеется три лакханга и одна школа, в которой работают два учителя.
Климат холодный. Район открыт с июня по сентябрь-октябрь, а потом дороги закрываются после обильных снегопадов. Учителя и консультанты покидают гевог на зимнее время. Часть населения также спускается на зиму вниз в Пунакха и Вангди-Пходранг и ищет там приработки. Местное население ведёт полукочевой образ жизни — летом находится на пастбищах высоко в горах, а зимой спускается к деревням.
Из-за трудности самообеспечения правительство обучает население выращивать овощи и продукты, посылая инструкторов, налаживается ветеринарная служба.
Район не обеспечен электричеством, планируется оснащение деревень и школ солнечными батареями.
В районе находятся несколько деревень:
- Воче (Wachey, ཝ་ཅེ།, 28°00′31″ с. ш. 89°59′40″ в. д.HGЯO)(вдоль Западной Пхо-чу), здесь расположены горячие источники
- Тхега (Threlga, ཕྲལ་ག།, 28°01′09″ с. ш. 90°04′32″ в. д.HGЯO) (вдоль Восточной Пхо-чу),
- Лхеди (ས་གྲི།,28°02′02″ с. ш. 90°05′21″ в. д.HGЯO) (здесь находится школа)
- Чозо-дзонг (Tschozi, Chozo, ཚ􀱋་བཞི།, 28°03′49″ с. ш. 90°09′52″ в. д.HGЯO)
- Тханза (ཐང་ཟ། 28°05′26″ с. ш. 90°12′51″ в. д.HGЯO), в деревне Тханза находится администрация гевога. Выше Тханза находятся ещё несколько поселений, преимущественно летних стоянок. Отсюда отходят тропы через перевалы в сторону Вангди-Пходранг и в Бумтанг до Дхур через горячие источники Дхур-цачу.
- Тонче (Toenche, 􀮠ོན་ཅེ།, за перевалом при выходе из долины Лунана у озера)